# Guidomobile
Guidomobile, spotykany czasem pod nazwą Guidobaldi – eksperymentalny samochód Formuły 1. Nigdy nie wziął udziału w wyścigu.

## Historia
Pomysłodawcą samochodu był François Guidobaldi, urodzony w 1888 roku kierowca i konstruktor wyścigowy. Powziął on pomysł skonstruowania takiego pojazdu, którego koła, podobnie jak w rowerze, będą się przechylać na zakrętach, co miałoby pozwolić na efektywniejsze ich pokonywanie. Po zaprzestaniu produkcji silników do łodzi w 1939 roku skoncentrował się na skonstruowaniu odpowiedniego zawieszenia, mającego spełnić jego wymagania, pracując w studio przy Rue Mirabeau w Antibes.
Według Guidobaldiego kluczowe w projekcie było utrzymanie niskiego środka ciężkości oraz idealnego rozkładu masy. W zawieszeniu francuski konstruktor zastosował opatentowany przez siebie, dwupunktowy sposób montażu, zawieszający silnik, podwozie i nadwozie na kołach samochodu. W efekcie tego na zakrętach siła odśrodkowa, zamiast na nadwozie, działała na koła. Guidobaldi użył ponadto w samochodzie silnika własnej konstrukcji. Była to dwusuwowa, radialna, chłodzona powietrzem ośmiocylindrowa jednostka o pojemności 1500 cm³, osiągająca moc 180 KM przy 6500 rpm.
Pojazd został zaprezentowany podczas Exposition Automobile de Nice w 1956 roku. Model był testowany w latach 50., ale nigdy nie wziął udziału w wyścigach Formuły 1.